# Angoual Dan Bourssou
Angoual Dan Bourssou (auch: Angoual Dan Boursa, Angoual Dan Boursou) ist ein Dorf im Arrondissement Zinder I der Stadt Zinder in Niger.

## Geographie
Das von einem traditionellen Ortsvorsteher (chef traditionnel) geleitete Dorf befindet sich südlich des Stadtzentrums im ländlichen Gemeindegebiet von Zinder, der Hauptstadt der gleichnamigen Region Zinder. Zu den Nachbarorten von Angoual Dan Bourssou zählen Angoual Maloummey im Süden und Dadin Sarki im Nordwesten.
Wie im gesamten Gemeindegebiet von Zinder herrscht das Klima der Sahelzone vor, mit einer durchschnittlichen jährlichen Niederschlagsmenge zwischen 300 und 400 mm.

## Geschichte
In Angoual Dan Bourssou, Angoual Maloummey und Dadin Sarki wurde von November 2004 bis Januar 2006 ein Projekt gegen Desertifikation und Bodendegradation durchgeführt. Dabei wurden Böden rehabilitiert und die lokalen Kapazitäten gestärkt. Das Projekt wurde aus Mitteln des GEF Small Grants Programme des Entwicklungsprogramms der Vereinten Nationen unterstützt.

## Bevölkerung
Bei der Volkszählung 2012 hatte Angoual Dan Bourssou 495 Einwohner, die in 86 Haushalten lebten. Bei der Volkszählung 2001 betrug die Einwohnerzahl 330 in 56 Haushalten und bei der Volkszählung 1988 belief sich die Einwohnerzahl auf 229 in 55 Haushalten.

## Wirtschaft und Infrastruktur
Bei Angoual Dan Bourssou verläuft die 12,9 Kilometer lange Route 759, eine einfache Landstraße zwischen der Nationalstraße 1 und der Nationalstraße 11.